# Cantón de Descartes
El cantón de Descartes es un cantón francés, situado en la región de Centro, departamento de Indre y Loira y en el distrito de Loches.

## División territorial
El cantón de Descartes cuenta con 9 comunas.
| Entidad de la población   | Habitantes (2006) | Código postal | Código Insee |
| ------------------------- | ----------------- | ------------- | ------------ |
| Abilly                    | 1 090             | 37160         | 37001        |
| Civray-sur-Esves          | 193               | 37160         | 37080        |
| Cussay                    | 562               | 37240         | 37094        |
| Descartes (Indre y Loira) | 3 855             | 37160         | 37115        |
| Draché                    | 675               | 37800         | 37098        |
| La Celle-Saint-Avant      | 1 036             | 37160         | 37045        |
| Marcé-sur-Esves           | 244               | 37160         | 37145        |
| Neuilly-le-Brignon        | 315               | 37160         | 37168        |
| Sepmes                    | 642               | 37800         | 37247        |

## Demografía
| 1962                                                                                          | 1968 | 1975 | 1982 | 1990 | 1999 | 2006  |
| --------------------------------------------------------------------------------------------- | ---- | ---- | ---- | ---- | ---- | ----- |
|                                                                                               |      |      |      |      |      | 8 612 |
| Para los censos de 1962 a 2006 la población legal corresponde a la población sin duplicidades |      |      |      |      |      |       |

- Datos: Q1151261